# John Creighton
John Oliver Creighton (* 28. dubna 1943 v Orange, Texas, USA) je bývalý americký námořní letec a astronaut, který se účastnil letů s raketoplány.

## Život

### Mládí a výcvik
Po základní a střední škole absolvoval námořní akademii (United States Naval Academy), odkud si odnesl diplom inženýra. Stal se pak zkušebním pilotem v Naval Air Text Center Patuxent River ve státě Maryland. V době výběru do skupiny budoucích astronautů roku 1978 byl svobodný.. Později si doplnil vzdělání na univerzitě ve Washingtonu (George Washington University).

### Lety do vesmíru
Poprvé se zúčastnil sedmidenní mise STS-51-G na jaře roku 1985. Letěl na palubě Discovery spolu s touto posádkou: Daniel Brandenstein, Steven Nagel, John Fabian, Shannon Lucidová, francouzský astronaut Patrick Baudry a synovec saúdskoarabského krále princ Sultán Saiman Abdelazíz al-Saud. Vypustili na orbitě celou řadu družic – Spartan 1, Morelos 1A, Arabsat 1B, Telstar 3D. Provedli také experimenty pro program Hvězdných válek. V době svého letu se netajil s tím, že se po návratu ve svých 42 letech ožení (dle vyprávění astronauta Patricka Baudryho o celém letu v jeho knize Dnes vychází slunce šestnáctkrát, která koncem roku 1985 vyšla v Paříži).
Druhá Johnova výprava do kosmu byla na palubě Atlantisu. Tato čtyřdenní mise patřila k utajovaným, vojenským letům. John Creighton byl velitelem, letěli s ním kolegové vesměs důstojníci John Casper, David Hilmers, Richard Mullane a Pierre Thuot. Během letu vypustili 17tunovou vojenskou, tedy špionážní družici USA-53 typu AFP-731.
Potřetí a naposled letěl na podzim roku 1991. Pětidenní mise STS-48 s raketoplánem Discovery se zúčastnili astronauti John Creighton, James Buchli, Kenneth Reightler, Charles Gemar a Mark Brown. Pětičlenná posádka během letu vypustila družici UARS. Zbytek letu byl věnován různým vědeckým pokusům.
Všechny tři lety měly start v Kennedyho vesmírném středisku na Floridě, mys Canaveral, přistání bylo na základně Edwards v Kalifornii.
Během tří svých letů strávil ve vesmíru 16 dní. Je zapsán jako 169. člověk ve vesmíru.
- STS-51-G Discovery (17. června 1985 – 24. června 1985)
- STS-36 Atlantis (28. února 1990 – 4. března 1990)
- STS-48 Discovery (12. září 1991 – 18. září 1991)

### Po ukončení letů
Rok po svém třetím letu z NASA odešel a nastoupil na rok k firmě Boeing Co., Commercial Airplane Group, Seattle jako zkušební pilot.

## Vyznamenání

### Americká vyznamenání
- Defense Superior Service Medal
- Legion of Merit
- Distinguished Flying Cross
- Air Medal – uděleno desetkrát
- Armed Forces Expeditionary Medal
- NASA Distinguished Service Medal
- NASA Space Flight Medal – uděleno třikrát (1985, 1990, 1991)

### Zahraniční vyznamenání
- Kříž za statečnost (Jižní Vietnam)
- Řád čestné legie (Francie)